# 福爾施泰特湖
54°14′27″N 9°51′17″E / 54.2407°N 9.8546°E
福爾施泰特湖（德語：Vollstedter See），是德國的湖泊，位於該國北部石勒蘇益格-荷爾斯泰因州，由倫茨堡-埃肯弗德縣負責管轄，面積0.29平方公里，平均水深1米，最大水深1.7米，水體容量29.9萬立方米，湖岸線長度2.8公里。